# Zuid-Amerikaanse Incaduif
De Zuid-Amerikaanse Incaduif (Columbina squammata) is een vogel uit de familie Columbidae (Duiven).

## Verspreiding en leefgebied
Deze soort komt voor in noordelijk en oostelijk Zuid-Amerika en telt twee ondersoorten:
- C. s. ridgwayi: Colombia, Venezuela, Trinidad en Tobago en Frans-Guyana.
- C. s. squammata: van centraal en oostelijk Brazilië tot noordoostelijk Argentinië.